# Taça de Portugal 2018/19
Die Taça de Portugal 2018/19 war die 79. Austragung des portugiesischen Pokalwettbewerbs. Er wurde vom portugiesischen Fußballverband ausgetragen. Pokalsieger wurde Sporting Lissabon, das sich im Finale gegen den FC Porto durchsetzte.
In der ersten Runde wurden die 112 Teilnehmer in acht regionale Gruppen eingeteilt. Dies ermöglichte kürzere Reisen und verbesserte die Spiele mit größerer regionaler Rivalität.
Um die Freilose zu vermeiden, durften 22 Verlierer der ersten Runde in der zweiten Runde nochmals antreten. Die Mannschaften aus der zweitklassigen LigaPro, die in der zweiten Runde einstiegen, mussten gemäß der Wettbewerbsbestimmungen auswärts antreten. Das Gleiche galt für die Teams der Primeira Liga in der dritten Runde. Ab der vierten Runde wurde dann ohne Beschränkungen gelost.
Das Halbfinale wurden in Hin- und Rückspiel ausgetragen. Alle anderen Begegnungen wurden in einem Spiel entschieden. Bei unentschiedenem Ausgang wurde das Spiel um zweimal 15 Minuten verlängert, und wenn nötig im anschließenden Elfmeterschießen entschieden.

## Teilnehmende Teams
| Primeira Liga (18) | Primeira Liga (18) | LigaPro (14) | LigaPro (14) |
| --- | --- | --- | --- |
| - Belenenses SAD - Benfica Lissabon - Sporting Braga - Boavista Porto - GD Chaves - Desportivo Aves - CD Feirense - Marítimo Funchal - Nacional Funchal | - Moreirense FC - Portimonense SC - FC Porto - Rio Ave FC - CD Santa Clara - Sporting Lissabon - CD Tondela - Vitória Guimarães - Vitória Setúbal | - Académica de Coimbra - Académico de Viseu FC - FC Arouca - SC Covilhã - GD Estoril Praia - FC Famalicão - SC Farense | - Leixões SC - CD Mafra - UD Oliveirense - FC Paços de Ferreira - FC Penafiel - CD Cova da Piedade - Varzim SC |
| Campeonato de Portugal (71) | | | |
| - RD Águeda - CD Alcains - FC Alverca - Amarante FC - Amora FC - Anadia FC - SC Angrense - CF Armacenenses - Benfica e Castelo Branco - Caçadores Taipas - Caldas SC - Casa Pia AC - FC Cesarense - GD Chaves Satélite - CD Cinfães - SC Coimbrões - SU 1º Dezembro - SC Espinho | - AD Fafe - CD Fátima - FC Felgueiras 1932 - FC Ferreiras - GD Gafanha - Gil Vicente FC - Gondomar SC - SC Ideal - Leça FC - AD Limianos - Louletano DC - GS Loures - Lusitânia Lourosa - Lusitano FC Vildemoinhos - AD Mação - SC Maria da Fonte - SC Mêda - Merelinense FC | - SC Mirandela - GD Mirandês - CDC Montalegre - Olímpico Montijo - Moura AC - AD Nogueirense - ARC Oleiros - SC Olhanense - FC Oliveira Hospital - AD Oliveirense - Clube Oriental de Lisboa - USC Paredes - FC Pedras Rubras - Juventude Pedras Salgadas - SC Penalva Castelo - GD Peniche - CD Pinhalnovense - SC Praiense | - Real SC Queluz - Redondense FC - SG Sacavenense - AD Sanjoanense - CF Santa Iria - AR São Martinho - Sertanense FC - Sport União Sintrense - CD Trofense - União Torcatense - SC União Torreense - União Leiria - União Madeira - CF Vasco da Gama - UD Vilafranquense - Vilaverdense FC - FC Vizela |
| Distrikte (41) | | | |
| - SC Mineiro Aljustrelense - SR Almancilense - FC Barreirense - SC Beira-Mar - Associação Beneditense CD - Condeixa ACD - ACDR Coutada - Juventude Évora - GDR Gafetense - Graziosa FC - GD Joane                                                                                | - Marítimo Graziosa - CD Gouveia - SC Lamego - SC Lourinhanense - Lusitano GC Évora - AD Machico - FC Pampilhosa - GR Amigos da Paz - CD Rabo Peixe - CD Portalegrense | - CD Praia Milfontes - SC Régua - União Santiago do Cacém - Vitória Sernache - GDCRS Silgueiros - Silves FC - SC Rio Tinto - CD Torres Novas - GD Trancoso - União Eirense | - União Idanhense - União de Tomar - Valadares Gaia FC - FC Vale Formoso - SC Valenciano - SC Vianense - Vieira SC - Vila Flor SC - SC Vila Real - FC Vinhais |

## 1. Runde
Teilnehmer waren 71 Vereine aus der drittklassigen Campeonato de Portugal und 41 Vereine der Distriktverbände. Reservemannschaften von Profiklubs waren nicht teilnahmeberechtigt.

### Série A
| Datum      |                   | Ergebnis |                           |
| ---------- | ----------------- | -------- | ------------------------- |
| 08.09.2018 | AD Limianos       | 4:0      | SC Valenciano •           |
| 09.09.2018 | SC Vianense       | 0:1      | Gil Vicente FC            |
| 09.09.2018 | Vilaverdense FC   | 2:3      | Caçadores Taipas          |
| 09.09.2018 | SC Maria da Fonte | 4:0      | GD Mirandês •             |
| 09.09.2018 | FC Vinhais        | 1:6      | GD Chaves Satélite        |
| 09.09.2018 | Merelinense FC    | 3:1      | Vieira SC                 |
| 09.09.2018 | CDC Montalegre •  | 2:3      | Juventude Pedras Salgadas |

### Série B
| Datum      |                    | Ergebnis |                  |
| ---------- | ------------------ | -------- | ---------------- |
| 09.09.2018 | SC Vila Real       | 2:1      | União Torcatense |
| 09.09.2018 | FC Pedras Rubras   | 1:2      | SC Mirandela     |
| 09.09.2018 | AR São Martinho    | 6:1      | AD Machico       |
| 09.09.2018 | FC Felgueiras 1932 | 9:0      | Vila Flor SC •   |
| 09.09.2018 | Amarante FC        | 6:0      | AD Oliveirense   |
| 09.09.2018 | GD Joane •         | 0:2      | AD Fafe          |
| 09.09.2018 | CD Trofense        | 1:0      | FC Vizela        |

### Série C
| Datum      |                   | Ergebnis              |                   |
| ---------- | ----------------- | --------------------- | ----------------- |
| 09.09.2018 | União Madeira     | 3:1 n. V.             | Lusitânia Lourosa |
| 09.09.2018 | CD Cinfães        | 0:0 n. V. (4:5 i. E.) | SC Espinho        |
| 09.09.2018 | FC Cesarense      | 1:0                   | SC Mêda           |
| 09.09.2018 | SC Coimbrões •    | 0:2                   | SC Rio Tinto      |
| 09.09.2018 | Valadares Gaia FC | 0:0 n. V. (4:2 i. E.) | USC Paredes •     |
| 09.09.2018 | Gondomar SC       | 2:0                   | Leça FC •         |
| 09.09.2018 | SC Lamego         | 3:2 n. V.             | SC Régua          |

### Série D
| Datum      |                            | Ergebnis              |                      |
| ---------- | -------------------------- | --------------------- | -------------------- |
| 09.09.2018 | União Eirense              | 2:0                   | CD Gouveia           |
| 09.09.2018 | Anadia FC                  | 3:1                   | SC Penalva Castelo   |
| 09.09.2018 | Lusitano FC Vildemoinhos • | 2:4                   | SC Beira-Mar         |
| 09.09.2018 | AD Sanjoanense             | 2:0                   | AD Nogueirense       |
| 09.09.2018 | GDCRS Silgueiros •         | 0:2                   | GD Gafanha           |
| 09.09.2018 | RD Águeda                  | 2:1                   | GD Trancoso          |
| 09.09.2018 | FC Pampilhosa              | 0:0 n. V. (2:4 i. E.) | FC Oliveira Hospital |

### Série E
| Datum      |                          | Ergebnis |                             |
| ---------- | ------------------------ | -------- | --------------------------- |
| 09.09.2018 | União Idanhense          | 1:2      | União de Tomar              |
| 09.09.2018 | Condeixa ACD             | 3:2      | AD Mação                    |
| 09.09.2018 | GR Amigos da Paz         | 2:0      | CD Torres Novas •           |
| 09.09.2018 | Sertanense FC            | 2:0      | Associação Beneditense CD • |
| 09.09.2018 | Vitória Sernache         | 1:0      | CD Alcains                  |
| 09.09.2018 | Benfica e Castelo Branco | 1:2      | União Leiria                |
| 09.09.2018 | ARC Oleiros              | 2:0      | CD Fátima •                 |

### Série F
| Datum      |                     | Ergebnis              |                       |
| ---------- | ------------------- | --------------------- | --------------------- |
| 08.09.2018 | SG Sacavenense      | 2:1 n. V.             | FC Alverca •          |
| 09.09.2018 | SC União Torreense  | 2:0                   | ACDR Coutada          |
| 09.09.2018 | GDR Gafetense       | 0:8                   | CF Santa Iria         |
| 09.09.2018 | SC Lourinhanense •  | 1:2                   | GD Peniche            |
| 09.09.2018 | SU 1º Dezembro      | 1:2                   | Sport União Sintrense |
| 09.09.2018 | GS Loures           | 6:1                   | CD Portalegrense •    |
| 09.09.2018 | UD Vilafranquense • | 0:0 n. V. (2:4 i. E.) | Caldas SC             |

### Série G
| Datum      |                          | Ergebnis              |                   |
| ---------- | ------------------------ | --------------------- | ----------------- |
| 08.09.2018 | SC Angrense              | 3:0                   | Marítimo Graciosa |
| 08.09.2018 | SC Praiense              | 3:0                   | Redondense FC     |
| 08.09.2018 | CD Pinhalnovense         | 5:0 n. V.             | FC Vale Formoso • |
| 08.09.2018 | Casa Pia AC              | 6:0                   | Graziosa FC       |
| 08.09.2018 | CD Rabo Peixe            | 0:0 n. V. (1:4 i. E.) | Olímpico Montijo  |
| 09.09.2018 | Clube Oriental de Lisboa | 3:1                   | FC Barreirense    |
| 09.09.2018 | SC Ideal •               | 0:2                   | Real SC Queluz    |

### Série H
| Datum      |                           | Ergebnis              |                      |
| ---------- | ------------------------- | --------------------- | -------------------- |
| 09.09.2018 | Amora FC                  | 3:2 n. V.             | Louletano DC •       |
| 09.09.2018 | SR Almancilense           | 0:1                   | Moura AC             |
| 09.09.2018 | Juventude Évora           | 1:3                   | CF Armacenenses      |
| 09.09.2018 | SC Olhanense              | 0:0 n. V. (2:4 i. E.) | Silves FC            |
| 09.09.2018 | União Santiago do Cacém • | 1:2                   | CF Vasco da Gama     |
| 09.09.2018 | FC Ferreiras              | 0:1                   | Lusitano GC Évora    |
| 09.09.2018 | SC Mineiro Aljustrelense  | 0:0 n. V. (3:2 i. E.) | CD Praia Milfontes • |

## 2. Runde
Zu den 56 Siegern der 1. Runde kamen 14 Vereine aus der LigaPro, sowie 22 ausgeloste Verlierer der 1. Runde. Reservemannschaften von Profiklubs waren nicht teilnahmeberechtigt. Die Teams der LigaPro mussten auswärts antreten.
| Datum      |                           | Ergebnis              |                          |
| ---------- | ------------------------- | --------------------- | ------------------------ |
| 29.09.2018 | Gondomar SC               | 1:2                   | CD Cova da Piedade       |
| 29.09.2018 | Leça FC                   | 0:3                   | Leixões SC               |
| 30.09.2018 | Condeixa ACD              | 1:3                   | FC Paços de Ferreira     |
| 30.09.2018 | FC Cesarense              | 1:2 n. V.             | SC Covilhã               |
| 30.09.2018 | CD Trofense               | 2:3                   | FC Penafiel              |
| 30.09.2018 | AD Limianos               | 2:1                   | CD Mafra                 |
| 30.09.2018 | SG Sacavenense            | 2:1                   | Varzim SC                |
| 30.09.2018 | RD Águeda                 | 1:0                   | FC Famalicão             |
| 30.09.2018 | Juventude Pedras Salgadas | 1:0                   | Académica de Coimbra     |
| 30.09.2018 | CD Portalegrense          | 0:3                   | SC Farense               |
| 30.09.2018 | Caçadores Taipas          | 0:1                   | FC Arouca                |
| 30.09.2018 | FC Alverca                | 0:3                   | Académico de Viseu FC    |
| 30.09.2018 | CD Fátima                 | 1:0                   | UD Oliveirense           |
| 30.09.2018 | CF Vasco da Gama          | 0:1                   | GD Estoril Praia         |
| 30.09.2018 | SC Praiense               | 5:1                   | CD Pinhalnovense         |
| 30.09.2018 | União Eirense             | 0:3                   | SC União Torreense       |
| 30.09.2018 | Lusitano GC Évora         | 1:3 n. V.             | Clube Oriental de Lisboa |
| 30.09.2018 | Gil Vicente FC            | 0:1                   | GD Chaves Satélite       |
| 30.09.2018 | GR Amigos da Paz          | 2:4                   | União Santiago do Cacém  |
| 30.09.2018 | Merelinense FC            | 0:3                   | União Madeira            |
| 30.09.2018 | Casa Pia AC               | 2:0                   | Olímpico Montijo         |
| 30.09.2018 | FC Oliveira Hospital      | 1:1 n. V. (3:5 i. E.) | Lusitano FC Vildemoinhos |
| 30.09.2018 | GD Peniche                | 1:3                   | CDC Montalegre           |
| 30.09.2018 | SC Espinho                | 0:0 n. V. (6:5 i. E.) | Sport União Sintrense    |
| 30.09.2018 | Anadia FC                 | 3:1                   | SC Mineiro Aljustrelense |
| 30.09.2018 | SC Beira-Mar              | 0:1                   | AR São Martinho          |
| 30.09.2018 | FC Felgueiras 1932        | 2:0                   | GD Joane                 |
| 30.09.2018 | GS Loures                 | 1:0                   | ARC Oleiros              |
| 30.09.2018 | Valadares Gaia FC         | 0:1                   | Louletano DC             |
| 30.09.2018 | GD Mirandês               | 2:3                   | SC Coimbrões             |
| 30.09.2018 | Amora FC                  | 8:0                   | SC Lamego                |
| 30.09.2018 | CD Praia Milfontes        | 2:5                   | SC Valenciano            |
| 30.09.2018 | GDCRS Silgueiros          | 0:2                   | SC Angrense              |
| 30.09.2018 | Real SC Queluz            | 0:0 n. V. (4:5 i. E.) | SC Mirandela             |
| 30.09.2018 | CD Torres Novas           | 0:4                   | SC Maria da Fonte        |
| 30.09.2018 | CF Santa Iria             | 3:1                   | SC Lourinhanense         |
| 30.09.2018 | Vila Flor SC              | 0:5                   | Amarante FC              |
| 30.09.2018 | Associação Beneditense CD | 0:3                   | CF Armacenenses          |
| 30.09.2018 | SC Rio Tinto              | 1:4                   | Moura AC                 |
| 30.09.2018 | Silves FC                 | 2:1                   | USC Paredes              |
| 30.09.2018 | Caldas SC                 | 1:2                   | GD Gafanha               |
| 30.09.2018 | AD Fafe                   | 1:0                   | SC Ideal                 |
| 30.09.2018 | Vitória Sernache          | 1:3                   | Sertanense FC            |
| 30.09.2018 | União de Tomar            | 0:3                   | UD Vilafranquense        |
| 30.09.2018 | SC Vila Real              | 2:2 n. V. (5:4 i. E.) | AD Sanjoanense           |
| 30.09.2018 | FC Vale Formoso           | 03:0 1                | União Leiria             |

## 3. Runde
Zu den 46 Siegern der 2. Runde kamen die 18 Vereine der Primera Liga hinzu. Diese mussten auswärts antreten
| Datum      |                           | Ergebnis                |                          |
| ---------- | ------------------------- | ----------------------- | ------------------------ |
| 18.10.2018 | Sertanense FC             | 0:3                     | Benfica Lissabon         |
| 19.10.2018 | SC Vila Real              | 0:6                     | FC Porto                 |
| 20.10.2018 | CD Cova da Piedade        | 2:1                     | Portimonense SC          |
| 20.10.2018 | Amora FC                  | 3:4 n. V.               | Belenenses SAD           |
| 20.10.2018 | SC Valenciano             | 0:7                     | Vitória Guimarães        |
| 20.10.2018 | GS Loures                 | 1:2                     | Sporting Lissabon        |
| 20.10.2018 | SC Espinho                | 3:3 n. V. (11:10 i. E.) | Académico de Viseu FC    |
| 21.10.2018 | Moura AC                  | 0:0 n. V. (3:4 i. E.)   | Marítimo Funchal         |
| 21.10.2018 | CD Fátima                 | 1:4                     | Boavista Porto           |
| 21.10.2018 | CF Armacenenses           | 1:2                     | Vitória Setúbal          |
| 21.10.2018 | AR São Martinho           | 0:1                     | Moreirense FC            |
| 21.10.2018 | SC União Torreense        | 1:5                     | Rio Ave FC               |
| 21.10.2018 | GD Estoril Praia          | 1:1 n. V. (3:4 i. E.)   | CD Tondela               |
| 21.10.2018 | Juventude Pedras Salgadas | 1:4                     | GD Chaves                |
| 21.10.2018 | SC Maria da Fonte         | 1:2                     | CD Santa Clara           |
| 21.10.2018 | SC Mirandela              | 1:2 n. V.               | CD Feirense              |
| 21.10.2018 | Lusitano FC Vildemoinhos  | 4:3 n. V.               | Nacional Funchal         |
| 21.10.2018 | SG Sacavenense            | 1:3                     | Desportivo Aves          |
| 21.10.2018 | FC Felgueiras 1932        | 0:1                     | Sporting Braga           |
| 21.10.2018 | FC Vale Formoso           | 4:3 n. V.               | SC Coimbrões             |
| 21.10.2018 | Leixões SC                | 3:1                     | Amarante FC              |
| 21.10.2018 | UD Vilafranquense         | 0:4                     | Anadia FC                |
| 21.10.2018 | RD Águeda                 | 1:0                     | Louletano DC             |
| 21.10.2018 | CF Santa Iria             | 0:2                     | SC Praiense              |
| 21.10.2018 | Casa Pia AC               | 2:1                     | SC Angrense              |
| 21.10.2018 | Silves FC                 | 2:1 n. V.               | GD Chaves Satélite       |
| 21.10.2018 | FC Paços de Ferreira      | 2:0                     | GD Gafanha               |
| 21.10.2018 | União Madeira             | 2:0                     | União Santiago do Cacém  |
| 21.10.2018 | AD Fafe                   | 0:0 n. V. (2:4 i. E.)   | FC Penafiel              |
| 21.10.2018 | CDC Montalegre            | 2:1 n. V.               | Clube Oriental de Lisboa |
| 21.10.2018 | AD Limianos               | 0:2                     | SC Covilhã               |
| 21.10.2018 | SC Farense                | 1:3                     | FC Arouca                |

## 4. Runde
Ab dieser Runde wurde die Paarungen ohne Beschränkung der Ligazugehörigkeit gelost.
| Datum      |                          | Ergebnis  |                   |
| ---------- | ------------------------ | --------- | ----------------- |
| 22.11.2018 | Benfica Lissabon         | 2:1       | FC Arouca         |
| 24.11.2018 | CD Cova da Piedade       | 0:3 n. V. | Desportivo Aves   |
| 24.11.2018 | Lusitano FC Vildemoinhos | 1:4       | Sporting Lissabon |
| 24.11.2018 | FC Porto                 | 2:0       | Belenenses SAD    |
| 25.11.2018 | SC Covilhã               | 0:3       | Moreirense FC     |
| 25.11.2018 | CDC Montalegre           | 1:0       | RD Águeda         |
| 25.11.2018 | CD Tondela               | 7:0       | FC Vale Formoso   |
| 25.11.2018 | União Madeira            | 0:2       | Vitória Guimarães |
| 25.11.2018 | SC Espinho               | 0:4       | Boavista Porto    |
| 25.11.2018 | Rio Ave FC               | 7:0       | Silves FC         |
| 25.11.2018 | FC Paços de Ferreira     | 3:1       | Casa Pia AC       |
| 25.11.2018 | Leixões SC               | 1:0       | Anadia FC         |
| 25.11.2018 | FC Penafiel              | 1:4       | Vitória Setúbal   |
| 25.11.2018 | Marítimo Funchal         | 0:3       | CD Feirense       |
| 25.11.2018 | CD Santa Clara           | 1:2       | GD Chaves         |
| 25.11.2018 | Sporting Braga           | 2:1       | SC Praiense       |

## Achtelfinale
| Datum      |                   | Ergebnis              |                      |
| ---------- | ----------------- | --------------------- | -------------------- |
| 18.12.2018 | Vitória Setúbal   | 0:1 n. V.             | Sporting Braga       |
| 18.12.2018 | Leixões SC        | 2:2 n. V. (4:2 i. E.) | CD Tondela           |
| 18.12.2018 | FC Porto          | 4:3                   | Moreirense FC        |
| 19.12.2018 | Desportivo Aves   | 2:0                   | GD Chaves            |
| 19.12.2018 | Boavista Porto    | 0:1                   | Vitória Guimarães    |
| 19.12.2018 | Sporting Lissabon | 5:2                   | Rio Ave FC           |
| 19.12.2018 | CDC Montalegre    | 0:1                   | Benfica Lissabon     |
| 19.12.2018 | CD Feirense       | 1:1 n. V. (4:2 i. E.) | FC Paços de Ferreira |

## Viertelfinale
| Datum      |                   | Ergebnis  |                   |
| ---------- | ----------------- | --------- | ----------------- |
| 15.01.2019 | Desportivo Aves   | 1:2       | Sporting Braga    |
| 15.01.2019 | Leixões SC        | 1:2 n. V. | FC Porto          |
| 15.01.2019 | Vitória Guimarães | 0:1       | Benfica Lissabon  |
| 16.01.2019 | CD Feirense       | 0:2       | Sporting Lissabon |

## Halbfinale
| Datum                   |                  | Gesamt    |                   | Hinspiel | Rückspiel |
| ----------------------- | ---------------- | --------- | ----------------- | -------- | --------- |
| 06.02.2019 / 03.04.2019 | Benfica Lissabon | (a)2:2(a) | Sporting Lissabon | 2:1      | 0:1       |
| 26.02.2019 / 02.04.2019 | FC Porto         | 4:1       | Sporting Braga    | 3:0      | 1:1       |

## Finale
| Paarung           | Sporting Lissabon – FC Porto |
| Ergebnis          | 2:2 n. V. (1:1, 1:1); 5:4 i. E. |
| Datum             | 25. Mai 2019 um 17:15 Uhr |
| Stadion           | Estádio Nacional, Oeiras |
| Zuschauer         | 38.000 |
| Schiedsrichter    | Jorge Sousa |
| Tore              | 0:1 Tiquinho Soares (40.) 0:2 Danilo Pereira (45.) 2:1 Bas Dost (101.) 2:2 Felipe (120.+1') Elfmeterschießen: 0:1 Tiquinho Soares Bas Dost verschießt (Latte) 0:2 Danilo Pereira 1:2 Bruno Fernandes Pepe verschießt (Latte) 2:2 Jérémy Mathieu 2:3 Adrián López 3:3 Raphinha 3:4 Hernâni Fortes 4:4 Sebastián Coates Fernando Andrade (gehalten) 5:4 Luiz Phellyphe |
| Sporting Lissabon | Renan Ribeiro – Bruno Gaspar (65. Tiago Ilori), Sebastián Coates, Jérémy Mathieu, Marcos Acuña – Nemanja Gudelj (90.+3' Idrissa Doumbia), Wendel (106. Jefferson Moreira), Bruno Fernandes – Raphinha, Abdoulay Diaby (74. Bas Dost), Luiz Phellype Cheftrainer: Marcel Keizer ( Niederlande)                                                                        |
| FC Porto          | Vaná – Éder Militão (102. Hernâni Fortes), Felipe, Pepe, Alex Telles (106. Fernando Andrade) – Héctor Herrera , Danilo Pereira, Otávio (77. Wilson Manafá), Moussa Marega (99. Adrián López) – Tiquinho Soares, Yacine Brahimi Cheftrainer: Sérgio Conceição |
| Gelbe Karten      | Bruno Gaspar, Nemanja Gudelj, Sebastián Coates, Rapinha, Luiz Phellyphe – Tiquinho Soares, Danilo Pereira, Alex Telles, Wilson Manafá |